# Andropogon arctatus
Andropogon arctatus är en gräsart som beskrevs av Alvin Wentworth Chapman. Andropogon arctatus ingår i släktet Andropogon och familjen gräs.
Artens utbredningsområde är Florida. Inga underarter finns listade i Catalogue of Life.